# 1872 ve fotografii
Tento článek obsahuje významné fotografické události v roce 1872.

## Události

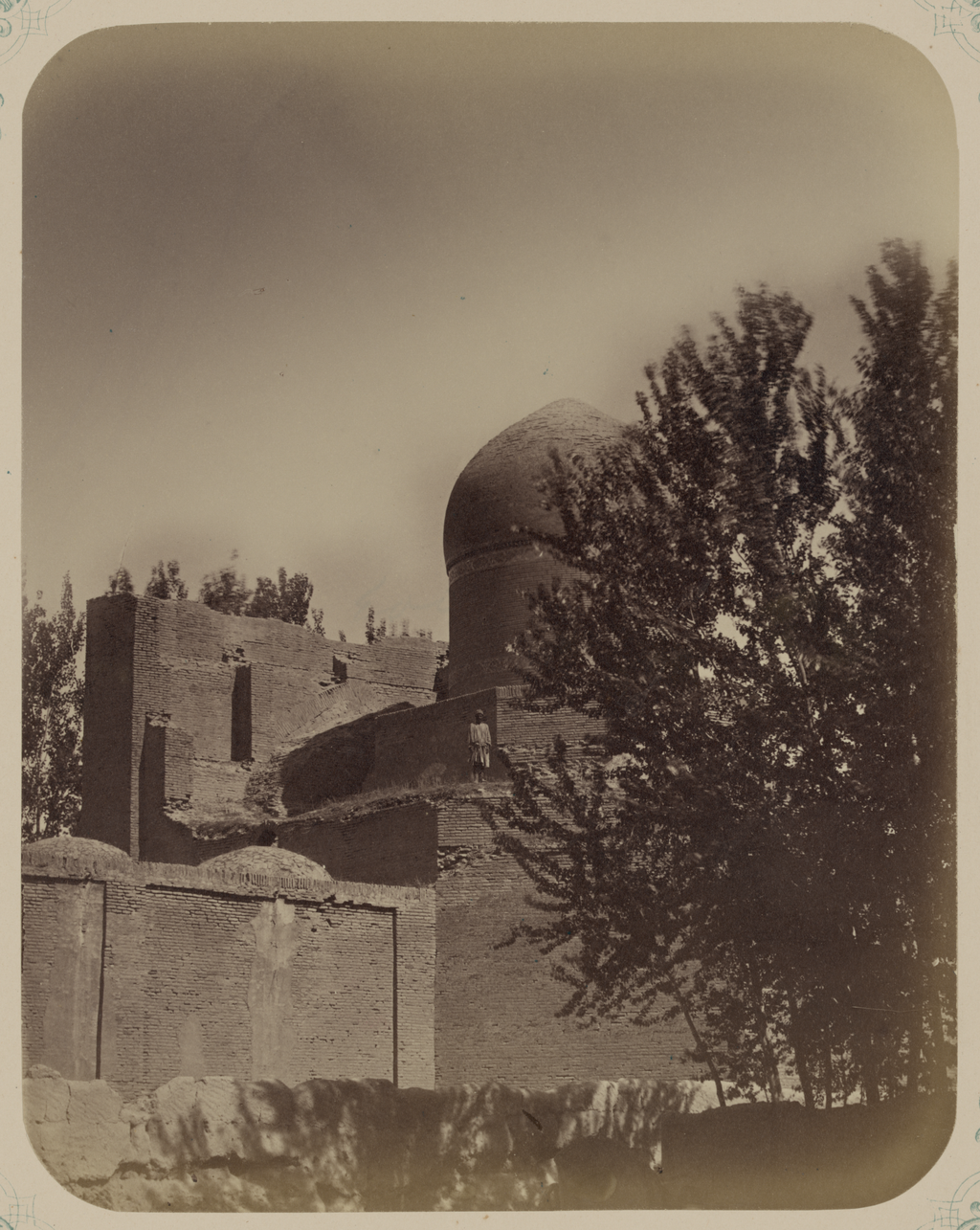
Turkestánské album. Tato fotografie mešity Namazga v Samarkandu (Uzbekistán) pochází z Archeologické části alba. Album věnuje zvláštní pozornost islámskému architektonickému dědictví Samarkandu. Mešita Namazga byla navržena speciálně na oslavu Eid al-Fitr (svátek oslavovaný na konci měsíce Ramadánu), stejně jako Qurban nebo Eid al-Adha, festival oběti. Pravděpodobně postavena v 11. století a obnovena Timuridy v 15. století, mešita byla přestavěna v první polovině 17. století Nadirem Divan-Begiem, strýcem bukhariánského vládce Imáma Kuli Khana. Tato verze mešity Namazga, která se nachází na jižním okraji města, byla dokončena kolem 30. let 16. století. Fotografie ukazuje zadní stranu mešity s vysokou kopulí zvednutou na velkém válci nebo bubnu. Postava stojícího muže dává hrubou představu o měřítku. Vlevo je vidět zadní strana budovy aivan (klenutý sál s jedním otevřeným koncem, obklopený ze tří stran zdmi). Centrální budova je obklopena jednopatrovými klenutými galeriemi, z nichž každá má šest nízkých kopulí. Zadní stěna jedné z galerií je viditelná vlevo dole. Asi 1868–1872.

- Henry Draper pořídil první spektrum fixní hvězdy – souhvězdí Vegy.
- Bylo vydáno Turkestánské album, jedinečná publikace věnovaná historii, etnografii, geografii, ekonomice a kultuře Střední Asie před rokem 1917, která obsahuje více než 1200 historicky vzácných fotografií.[1]

## Narození v roce 1872
- 13. ledna – Axel Malmström, švédský novinářský fotograf († 7. července 1945)
- 28. ledna – Jean Pascal Sébah, turecký fotograf († 6. června 1947)
- 30. ledna – Sem Cephas, jávský fotograf († 20. března 1918)
- leden – Mathilde Weil, americká fotografka († 6. června 1942)
- 26. března – Petr Ivanovič Šumov, rusko-francouzský fotograf († 25. června 1936)
- 21. května – Kornel Divald, uherský spisovatel, historik umění a fotograf († 24. března 1921)
- 21. května – Harold Mortimer-Lamb, anglo-kanadský důlní inženýr, novinář, fotograf a umělec († 25. října 1970)
- 10. června – Jacob Hilsdorf, německý portrétní fotograf († 11. ledna 1916)
- 15. června – Charles Eymundson, kanadský fotograf, spisovatel, průvodce, detektiv, dřevorubec, zemědělec, kuchař († 1966)
- 19. července – Luigi Domenico Gismondi, italský fotograf aktivní v Bolívii († 1946)
- 20. srpna – Sam Hood, australský portrétní fotograf († 8. června 1953)
- 8. září – Dhimitër Vangjeli, albánský fotograf († 1. dubna 1957)
- 8. září – Berend Zweers, nizozemský fotograf († 21. února 1946)
- 5. října – Emma Barton, anglická fotografka. († 31. března 1938)
- 25. listopadu – Abram Joseph Bonda, nizozemský fotograf († 28. dubna 1928)
- ? – Gustave Marissiaux, belgický umělecký fotograf († 1929)
- ? – Imre Gábor Bekey, maďarský fotograf a speleolog († 17. dubna 1936)
- ? – Bolette Berg, norská fotografka († 1944)
- ? – Emme Gerhard, americká fotografka jedna ze sester Gerhardových († 1946)
- ? – Leonidas Papazoglou, řecký fotograf († 1918)
- ? – Sigvart Werner, dánský amatérský fotograf, proslavil se uměleckými krajinářskými fotografiemi publikovanými v knižní podobě (13. června 1872 – 2. září 1959)

## Úmrtí v roce 1872
- 24. února – Auguste Salzmann, francouzský archeolog, malíř a fotograf (* 14. dubna 1824)
- 20. března – Andreas Groll, rakouský fotograf, autor prvních fotografií Prahy (* 30. listopadu 1812)
- 28. dubna – Louis Désiré Blanquart-Evrard, 69, francouzský fotograf a vynálezce (* 2. srpna 1802)
- 8. října – Emanuel Dítě, malíř a fotograf (* 15. prosince 1820)
- 13. listopadu – Jan Adolf Brandeis, portrétní malíř a fotograf (* 9. června 1818)
- 17. listopadu – Robert Turnbull Macpherson, skotský fotograf (* 27. února 1811)